# Flaga Trzyńca
Flaga Trzyńca opracowana została na podstawie wizerunku herbu Trzyńca i posiada wizerunek żółtego orła na niebieskim tle.